# 橋立堂
橋立堂（はしだてどう）は、埼玉県秩父市にある曹洞宗の寺院で、山号は石龍山と号する。
本尊真言：おん あみりとう どはんば うんはった そわか
御詠歌：霧の海たち重なるは雲の波 たぐいあらじとわたる橋立

## 歴史
創建年代は不明である。ただ1488年（長享2年）の秩父札所番付（長享番付）に記載されていることから、その頃までには既に存在していたものと推測される。
江戸時代は、今宮坊が管理する修験道の寺となっていた。しかし明治初期の神仏分離と修験禁止令により、修験道の当寺は打撃を受けた。現在は第27番札所の大渕寺（曹洞宗）の境外仏堂となっている。
当堂の本尊は馬頭観音である。秩父三十四箇所で馬頭観音を本尊とするのは当堂だけであり、他の西国三十三所・坂東三十三箇所を合わせた「日本百観音」の中でも、西国第29番札所の松尾寺（京都府舞鶴市）があるだけである。
納経所が12月から2月末までは冬期閉鎖となるため、納経（御朱印）は大渕寺で行われる。

## 文化財
- 札所28番 石龍山橋立堂（秩父市指定史跡 昭和40年1月25日指定）[4]

## 交通アクセス
- 浦山口駅より徒歩14分
- 二十七番札所大渕寺より徒歩20分

## 前後の札所
秩父札所（江戸巡礼古道）
27 大渕寺 -- (1.2km)-- 28 橋立堂 -- (1.8km)-- 29 長泉院